# Nancy (Name)
Nancy ist als weiblicher Vorname eine Variante von Anna.

## Bekannte Namensträgerinnen
- Nancy Ajram (* 1983), libanesische Sängerin
- Nancy Allen (* 1950), US-amerikanische Schauspielerin
- Nancy Astor (1879–1964), britische Politikerin
- Nancie Banks (1951–2002), US-amerikanische Jazzsängerin, Bandleaderin und Kopistin
- Nancy Buirski (1945–2023), US-amerikanische Fotografin, Dokumentarfilmerin und Kuratorin
- Nancy Camaldo (* 1992), italienische Filmregisseurin
- Nancy Cartwright (* 1957), US-amerikanische Schauspielerin und Synchronsprecherin
- Nancy Cooper, US-amerikanische Journalistin
- Nancy Faeser (* 1970), deutsche Politikerin (SPD), Bundesministerin des Innern und für Heimat
- Nancy Fraser (* 1947), US-amerikanische Politikwissenschaftlerin
- Nancy Horner (≈1925–1984), schottische Badmintonspielerin
- Nancy Kerrigan (* 1969), US-amerikanische Eiskunstläuferin
- Nancy King (1940–2025), US-amerikanische Jazzsängerin
- Nancy Meyers (* 1949), US-amerikanische Regisseurin, Filmproduzentin und Drehbuchautorin
- Nancy Mitford (1904–1973), englische Schriftstellerin
- Nancy Oliver (* 1955), US-amerikanische Drehbuchautorin
- Nancy Pelosi (* 1940), US-amerikanische Politikerin
- Nancy Reagan (1921–2016), US-amerikanische Schauspielerin, Ehefrau von Ronald Reagan
- Nancy Sinatra (* 1940), US-amerikanische Sängerin und Schauspielerin
- Nancy Spungen (1958–1978), US-amerikanische Lebensgefährtin des Punkmusikers Sid Vicious
- Nancy Wilson (1937–2018), US-amerikanische Jazz-Sängerin und mehrfache Grammy-Preisträgerin